# Mauria (planta)
Mauria  es un género  de plantas fanerógamas con 32 especies perteneciente a la familia de las anacardiáceas.

## Taxonomía
El género fue descrito por Carl Sigismund Kunth y publicado en Annales des Sciences Naturelles (Paris) 2: 338–339. 1824. La especie tipo es: Mauria simplicifolia

## Especies
| - Mauria aurantiodora - Mauria bijuga - Mauria biringo - Mauria boliviana - Mauria cuatrecasasii - Mauria cyclocarpa - Mauria decandra - Mauria denticulata - Mauria dugandii - Mauria ferruginea - Mauria glauca - Mauria guianensis - Mauria heterophylla - Mauria juglandifolia - Mauria killipii - Mauria membranifolia - Mauria multiflora - Mauria obtusa - Mauria obtusifolia - Mauria ovalifolia - Mauria peruviana - Mauria puberula - Mauria schickendantzii - Mauria seemanni - Mauria sericea - Mauria sessiliflora - Mauria simplicifolia - antiguamente se creía laurel cáustico de Chile, litre de Chile. Hoy Lithraea caustica. - Mauria suaveolens - Mauria subbijuga - Mauria subserrata - Mauria thaumatophylla - Mauria trichothyrsa |